# دورو (فیلم)
دورو (ایتالیایی: A doppia faccia) یک فیلم دلهره‌آور به کارگردانی ریکاردو فردا است که در سال ۱۹۶۹ منتشر شد. از بازیگران آن می‌توان به کلاوس کینسکی، مارگارت لی، سیدنی چاپلین، آنابلا اینکنتررا، آلیس آرنو و کریستین کروگر اشاره کرد.